# Grand Prix Formule 1 van Brazilië 2006
De Grand Prix Formule 1 van Brazilië 2006 werd gehouden op 22 oktober 2006 op Autódromo José Carlos Pace in São Paulo.

## Testrijders op vrijdag
| Team                  | Rijder              |
| --------------------- | ------------------- |
| Williams - Cosworth   | Alexander Wurz      |
| Honda                 | Anthony Davidson    |
| Red Bull - Ferrari    | Michael Ammermüller |
| BMW Sauber            | Sebastian Vettel    |
| Spyker MF1 - Toyota   | Ernesto Viso        |
| Toro Rosso - Cosworth | Neel Jani           |
| Super Aguri - Honda   | Franck Montagny     |

## Uitslag
| Positie | Nummer | Rijder               | Team                  | Ronden | Tijd/Opgave     | Startplaats | Punten |
| ------- | ------ | -------------------- | --------------------- | ------ | --------------- | ----------- | ------ |
| 1       | 6      | Felipe Massa         | Scuderia Ferrari      | 71     | 1:31:53.751     | 1           | 10     |
| 2       | 1      | Fernando Alonso      | Renault               | 71     | +18.658         | 4           | 8      |
| 3       | 12     | Jenson Button        | Honda                 | 71     | +19.394         | 14          | 6      |
| 4       | 5      | Michael Schumacher   | Scuderia Ferrari      | 71     | +24.094         | 10          | 5      |
| 5       | 3      | Kimi Räikkönen       | McLaren - Mercedes    | 71     | +28.503         | 2           | 4      |
| 6       | 2      | Giancarlo Fisichella | Renault               | 71     | +30.287         | 6           | 3      |
| 7       | 11     | Rubens Barrichello   | Honda                 | 71     | +40.294         | 5           | 2      |
| 8       | 4      | Pedro de la Rosa     | McLaren - Mercedes    | 71     | +52.068         | 12          | 1      |
| 9       | 17     | Robert Kubica        | BMW Sauber            | 71     | +1:07.642       | 9           |        |
| 10      | 22     | Takuma Sato          | Super Aguri - Honda   | 70     | +1 Ronde        | 19          |        |
| 11      | 21     | Scott Speed          | Toro Rosso - Cosworth | 70     | +1 Ronde        | 16          |        |
| 12      | 15     | Robert Doornbos      | Red Bull - Ferrari    | 70     | +1 Ronde        | 22          |        |
| 13      | 20     | Vitantonio Liuzzi    | Toro Rosso - Cosworth | 70     | +1 Ronde        | 15          |        |
| 14      | 19     | Christijan Albers    | Spyker MF1 - Toyota   | 70     | +1 Ronde        | 17          |        |
| 15      | 18     | Tiago Monteiro       | Spyker MF1 - Toyota   | 69     | +2 Rondes       | 21          |        |
| 16      | 23     | Sakon Yamamoto       | Super Aguri - Honda   | 69     | +2 Rondes       | 20          |        |
| 17      | 16     | Nick Heidfeld        | BMW Sauber            | 63     | Ongeluk         | 8           |        |
| Ret     | 14     | David Coulthard      | Red Bull - Ferrari    | 14     | Versnellingsbak | 18          |        |
| Ret     | 8      | Jarno Trulli         | Toyota                | 10     | Wielophanging   | 3           |        |
| Ret     | 7      | Ralf Schumacher      | Toyota                | 9      | Wielophanging   | 7           |        |
| Ret     | 9      | Mark Webber          | Williams - Cosworth   | 1      | Botsing         | 11          |        |
| Ret     | 10     | Nico Rosberg         | Williams - Cosworth   | 0      | Botsing         | 13          |        |

## Wetenswaardigheden
- Laatste race: Tiago Monteiro, Robert Doornbos, Michelin banden.
- Laatste snelste ronde: Michael Schumacher.
- Felipe Massa is de eerste Braziliaan sinds Ayrton Senna in 1993 die zijn thuisrace wint.

## Standen na de Grand Prix

### Coureurs
| Positie | Nummer | Rijder               | Team             | Punten |
| ------- | ------ | -------------------- | ---------------- | ------ |
| 1       | 1      | Fernando Alonso      | Renault          | 134    |
| 2       | 5      | Michael Schumacher   | Scuderia Ferrari | 121    |
| 3       | 6      | Felipe Massa         | Scuderia Ferrari | 80     |
| 4       | 2      | Giancarlo Fisichella | Renault          | 72     |
| 5       | 3      | Kimi Räikkönen       | McLaren          | 65     |

### Constructeurs
| Positie | Nummers | Team             | Rijders                              | Punten |
| ------- | ------- | ---------------- | ------------------------------------ | ------ |
| 1       | 1 2     | Renault          | Fernando Alonso Giancarlo Fisichella | 206    |
| 2       | 5 6     | Scuderia Ferrari | Michael Schumacher Felipe Massa      | 201    |
| 3       | 3 4     | McLaren          | Kimi Räikkönen Pedro de la Rosa      | 110    |
| 4       | 11 12   | Honda            | Jenson Button Rubens Barrichello     | 86     |
| 5       | 16 17   | BMW Sauber       | Nick Heidfeld Robert Kubica          | 36     |

## Statistieken
| Snelste ronde | Michael Schumacher | Scuderia Ferrari | 1:12.162 |

## Noot
- Dit was de tweede opeenvolgende wereldtitel voor Fernando Alonso en voor een Spaanse coureur. Alonso was dertiende coureur die minstens twee wereldtitels had behaald. Door zijn titel succesvol te verdedigen, evenaarde hij Alberto Ascari (1953), Juan Manuel Fangio (1955), Jack Brabham (1960), Alain Prost (1986), Ayrton Senna (1991) en Michael Schumacher (1995).

1972 · 1973 · 1974 · 1975 · 1976 · 1977 · 1978 · 1979 · 1980 · 1981 · 1982 · 1983 · 1984 · 1985 · 1986 · 1987 · 1988 · 1989 · 1990 · 1991 · 1992 · 1993 · 1994 · 1995 · 1996 · 1997 · 1998 · 1999 · 2000 · 2001 · 2002 · 2003 · 2004 · 2005 · 2006 · 2007 · 2008 · 2009 · 2010 · 2011 · 2012 · 2013 · 2014 · 2015 · 2016 · 2017 · 2018 · 2019